# Campagna d'Andalusia (1277-1278)
La campagna merinide in Andalusia del 1277-1278 fu un'offensiva scagliata dal sultano Abu Yusuf Ya'qub ibn 'Abd al-Haqq assieme ai suoi alleati granadini contro la Corona di Castiglia. La coalizione musulmana devastò e saccheggiò le campagne di Siviglia, Jerez e Cordova, sconfiggendo ogni focolaio di resistenza incontrato e catturando diverse fortezze.

## Contesto storico
Dopo le vittorie conseguite dai musulmani nella penisola iberica nel 1275, i regni cristiani avevano attraversato una certa instabilità, fino a quando la pace non tornò a rendere per un breve periodo. Infatti, la tregua firmata dal sultano merinide del Marocco Abu Yusuf Ya'qub ibn 'Abd al-Haqq e dall'Infante Sancho all'inizio del 1276 si dimostrò effimera. Dopo aver scoperto che in Castiglia era scoppiata una guerra civile, il sultano merinide decise di approfittare della situazione e di occupare il sud della penisola iberica, rompendo così la tregua. Il sultano sbarcò a Tarifa il 28 giugno 1277 e si spostò a Ronda, dove fu raggiunto dai suoi alleati del sultanato di Granada di Guadix e di Malaga.

## La campagna

### Prima offensiva
Il sultano lasciò Ronda il 2 agosto con l'intenzione di recarsi a Siviglia. I musulmani non incontrarono alcuna opposizione e iniziarono a devastare e a rendere schiavi gli abitanti delle campagne, preoccupandosi nel frattempo di estendersi in quanti più insediamenti possibili e dando alle fiamme i campi coltivati. Il giorno successivo, nel Mawlid, i musulmani incontrarono la guarnigione castigliana di Siviglia, posizionata sulle rive del Guadalquivir. Guidati da Alfonso Fernández el Niño (un figlio naturale di Alfonso X), i castigliani non furono all'altezza delle ingenti forze musulmane, furono sbaragliati e si ritirarono a Siviglia. Il 29 agosto, i musulmani tornarono con un ingente bottino e prigionieri ad Algeciras.

### Seconda offensiva
Il 15 settembre, i musulmani tornarono di nuovo a colpire, questa volta a Jerez de la Frontera. Applicando la medesima tattica della volta precedente, le campagne subirono i maggiori danni e le conseguenze più tangibili. I musulmani assaltarono diverse città, tra cui Sanlúcar de Barrameda e Guillena. Dopo aver accumulato un ampio margine di ricchezze e prigionieri, i combattenti tornarono ancora una volta ad Algeciras.

### Terza offensiva
Il 30 ottobre i musulmani sferrarono un terzo attacco, prendendo in tale occasione di mira i dintorni di Cordova. Gli invasori assaltarono la fortezza di Benamejí e la rasero al suolo, dopodiché il Sultano inviò gruppi di razziatori che imperversò nella regione riducendo in schiavitù numerosi abitanti. In questa terza offensiva furono requisiti parecchi capi di bestiame. I musulmani si recarono a Cordova e vi rimasero per tre giorni, assaltando le fortezze vicine. In seguito a tale evento, i castigliani inviarono una delegazione di monaci e sacerdoti, forse rappresentanti di ordini religiosi cavallereschi. Quando questi domandarono al sultano la stipula una tregua, questi replicò loro che prima avrebbero dovuto stringere un'intesa con il sultanato di Granada, guidato da Muhammad II, il quale si trovava assieme a lui. Il sovrano granadino accettò dal canto suo di negoziare e così si giunse infine alla stipula di un trattato di pace nel febbraio del 1278. I musulmani tornarono infine a Granada, dove il sultano merinide cedette tutto il bottino ottenuto ai granadini.